# 2002 dans les chemins de fer
Chronologie des chemins de fer
2001 dans les chemins de fer - 2002 - 2003 dans les chemins de fer

## Évènements

### Janvier
- 20 janvier. France : la 2CC2 3402 qui avait hiberné durant plusieurs années au dépôt de Montluçon a rejoint son dépôt d'origine Chambéry.
- 23 janvier. Union européenne : la Commission européenne propose un ensemble de mesures visant à libéraliser le marché ferroviaire européen, résumées sous le nom de « Second paquet ferroviaire ».
- 28 janvier. France : lancement officiel des travaux de la LGV Est européenne.

### Février
- 19 février. Égypte : Catastrophe ferroviaire d’El Ayatt. L'incendie d'un train de nuit omnibus surchargé au double de sa capacité fait plus de 373 morts.

### Mars
- 18 mars. Mise en service de la ligne A du métro de Rennes.

### Avril
- 29 avril. Grande-Bretagne : présentation en gare d'Euston à Londres du premier Pendolino mis en service par la société Virgin Trains dirigée par Richard Branson.

### Juin
- 12 juin. Espagne : le Talgo XXI établit un record (non officiel) de vitesse sur rail par traction diesel, à 256,38 km/h.
- 24 juin – Tanzanie. Catastrophe ferroviaire d’Igandu. Un train de voyageurs surchargé dérivant en arrière heurte un train de marchandises ; près de 300 morts.

### Juillet
- 26 juillet. Allemagne-France : Vossloh, constructeur allemand de matériel ferroviaire, annonce l'acquisition du groupe français Cogifer.

### Août
- 1er août. Allemagne : mise en service de la ligne à grande vitesse Cologne-Francfort par la Deutsche Bahn.

### Novembre
- 6 novembre, vers 2 h 15, douze voyageurs du Paris-Munich trouvent la mort en gare de Nancy, dans l'incendie d'un wagon-lit de la Deutsche-Bahn.

### Décembre
- 15 décembre. France : toutes les voitures de première classe du TGV deviennent non fumeurs.
- 31 décembre. Shanghai : inauguration de la première ligne commerciale de train à lévitation magnétique, le Transrapid de Shanghai.